# Jiří Krampol
Jiří Krampol, né le 11 juillet 1938 à Buštěhrad (alors en Tchécoslovaquie) et mort le 26 juillet 2025 à Prague (Tchéquie), est un acteur, acteur de doublage, scénariste et animateur de télévision tchèque.
Jiří Krampol doublait en langue tchèque les acteurs français Jean-Paul Belmondo et Louis de Funès.

## Filmographie partielle

### Cinéma
- Sokolovo d'Otakar Vávra
- Tam, kde hnízdí čápi de Karel Steklý
- Sept Hommes à l'aube de Lewis Gilbert
- Parta hic de Hynek Bočan
- Smrt krásných srnců de Karel Kachyňa
- Andělská tvář de Zdeněk Troška

### Télévision
- 30 případů majora Zemana (série)
- Návštěvníci (série)
- Malý pitaval z velkého města (série)
- Synové a dcery Jakuba skláře (série)
- Chlapci a chlapi (série)